# مایلز کریستوفر دمپسی
مایلز کریستوفر دمپسی (انگلیسی: Miles Dempsey; ۱۵ دسامبر ۱۸۹۶ – ۵ ژوئن ۱۹۶۹) فرمانده نظامی اهل بریتانیا بود. وی برندهٔ جوایزی همچون نشان امپراتوری بریتانیا، نشان حمام، نشان خدمات برجسته (ارتش آمریکا)، و نشان لئوپولد شده‌است.